# Partija na Zelenite
Gröna Partiet, Partija na Zelenite, är ett politiskt parti i Nordmakedonien.
Partiet ingick, i parlamentsvalet 2006, i den segrande VRMO-LPM-koalitionen.